# Kompa
Kompa of compas (ook bekend als konpa direk of  Konpa) is een moderne merengue, een Haïtiaanse muziekstijl gedanst en gezongen sinds de jaren 1950. De stijl werd gepopulariseerd door de sax- en gitaarspeler Nemours Jean-Baptiste in 1955. Het wordt gekenmerkt door het team van conga-cowbell-trommel met een blazerssectie, vaak twee gitaren met ingewikkelde stijlen, bass en synthesizer.
Compas is ook de belangrijkste muziek van de Franse Antillen van Guadeloupe en Martinique waar hij ook zo genoemd wordt. Het wordt gezongen in het Creools, Frans, Spaans, Portugees en Nederlands. Het is populair in Afrika, Montreal (Canada), Angola, het Caribisch gebied, Cabo Verde en veel landen van Zuid-en Noord-Amerika.
Bekende kompa-artiesten zijn:
- Coupé Cloué
- Sweet Micky
- T-vice
- Carimi
- Djakout Mizik
- kassav'
- Zouk Machine
- Kompa Kreyol
- Dega
- Magnum Band
- Tabou Combo